# Амбасада Бугарске у Београду
Амбасада Бугарске у Београду је званично дипломатско представништво Бугарске у Србији. Амбасадор од октобра 2016. године је Радко Влајков. 

## Амбасадори Бугарске у Србији
- Димитар Кирович - дипломатски агент (од 27.09.1879)
- Иван Гешов – владар (од 1883)
- Георги Странски – дипломатски агент (од 07.09.1885)
- Димитар Минчович - дипломатски агент (од 01.07.1887)
- Петар Димитров – дипломатски агент (од 01.05.1890)
- Богдан Горанов – генерални директор (од 14.09.1892)
- Хараламби Сармађиев – дипломатски агент (од 15.04.1896)
- Михалаки Георгиев – дипломатски агент (од 11. јануара 1897)
- Христо Бракалов – дипломатски агент (од 04.12.1899)
- Константин Величков – дипломатски агент (од 24.02.1902)
- Христофор Хесапчијев – дипломатски агент (од 07.11.1904)
- Димитар Ризов – дипломатски агент (од 04.09.1805)
- Андреј Тошев – дипломатски агент (од фебруара 1908)
- Андреј Тошев – опуномоћени министар (од 27.06.1909)
- Стефан Чапрашиков – опуномоћени министар (од 04.02.1914)
- Коста Тодоров – управник (од 10.09.1920)
- Коста Тодоров – опуномоћени министар (од 18.03.1922)
- Константин Вакарелски – опуномоћени министар (од 18.07.1923)
- Георги Кјосеиванов – опуномоћени министар (од 31. јануара 1933)
- Димо Казасов – опуномоћени министар (од јануара 1935)
- Дечко Карађов – опуномоћени министар (од 24.04.1936)
- Иван Попов – опуномоћени министар (од 1. марта 1937)
- Стоил Стоилов – опуномоћени министар (од 29.03.1940)
- Петар Тодоров – политички представник (од октобра 1944)
- Петар Тодоров – опуномоћени министар (од 28.05.1945)
- Сава Гановски – опуномоћени министар (од 14.03.1947)
- Пело Пеловски – амбасадор (од 24.04.1948)
- Лубомир Ангелов – амбасадор (од 4.11.1953)
- Мишо Николов – амбасадор (од 14.12.1956)
- Груди Атанасов – амбасадор (од 9.08.1959)
- Георги Петков – амбасадор (од 15.11.1967)
- Николај Минчев – амбасадор (од 10.07.1972)
- Стефан Петров – амбасадор (од 3.07.1974)
- Рајко Николов – амбасадор (од 7.06.1978)
- Стефан Стајков – амбасадор (од 15.11.1982)
- Белчо Белчев – амбасадор (од 4.10.1988)
- Марко Марков – амбасадор (од 1990)
- Јордан Кожухаров – привремени управник (од 1993)
- Георги Јуруков – привремени управник (од 1994)
- Филип Ишпеков – амбасадор (од септембра 1996)
- Ивајло Трифонов – амбасадор (од 30.12.1997)
- Јани Милчаков – амбасадор (од 13.06.2001)
- Георги Димитров – амбасадор (од 26.10.2005)
- Ангел Димитров – амбасадор (од априла 2012)
- Радко Влајков – амбасадор (од октобра 2016)

## Остала представништва Бугарске у Србији
- Генерални конзулат у Нишу